# Timorkejsarduva
Timorkejsarduva (Ducula cineracea) är en fågel i familjen duvor inom ordningen duvfåglar.

## Utseende och läte
Timorkejsarduvan är en stor (39–45 cm) och mörk trädlevande duva. Den är blågrå på huvud och hals, mot resten av ovansidan mörkare skiffergrå, på bröstet mer malvafärgad och på buken beigefärgad. Näbben är svartaktig och runt ögat syns rödaktig bar hud. Lätet är ljudligt och omisskännligt, en snabb och darrande serie med djupa och dämpade "hu" samt djupa tvåstaviga "hoo-hoo".

## Utbredning och systematik
Timorkejsarduva förekommer i östra Små Sundaöarna. Den behandlas antingen som monotypisk eller delas in i två underarter med följande utbredning:
- Ducula cineracea cineracea – förekommer på Timor
- Ducula cineracea schistacea – förekommer på Wetar

## Status
IUCN kategoriserar arten som nära hotad. Den har ett litet utbredningsområde och den lilla världspopulationen på uppskattningsvis 6 000–15 000 vuxna individer tros vara i minskande. Eftersom den påträffas på fler än tio lokaler och utbredningsområdet inte är särskilt fragmenterat anses den dock inte vara hotad.